# Оґуркі
Оґуркі (пол. Ogórki) — село в Польщі, у гміні Пунськ Сейненського повіту Підляського воєводства.
Населення — 76 осіб (2011).
У 1975-1998 роках село належало до Сувальського воєводства.

## Демографія
Демографічна структура станом на 31 березня 2011 року:
|          | Загалом | Допрацездатний вік | Працездатний вік | Постпрацездатний вік |
| -------- | ------- | ------------------ | ---------------- | -------------------- |
| Чоловіки | 39      | 6                  | 25               | 8                    |
| Жінки    | 37      | 8                  | 22               | 7                    |
| Разом    | 76      | 14                 | 47               | 15                   |